# Kościół Matki Bożej Częstochowskiej w Skarżysku-Kamiennej
Kościół Matki Bożej Częstochowskiej w Skarżysku-Kamiennej – rzymskokatolicki kościół parafialny należący do parafii pod tym samym wezwaniem (dekanat skarżyski diecezji radomskiej).
Jest to świątynia zaprojektowana przez architekta Mirosława Holewińskiego i konstruktora Zbigniewa Jaworskiego. Wybudowana została w latach 1983–1994 dzięki staraniom księdza Władysława Nowaka i księdza Zbigniewa Tuchowskiego. Poświęcona została w dniu 24 sierpnia 1997 roku przez biskupa Edwarda Materskiego. Kościół jest jednonawowy i wzniesiony został z czerwonej cegły.